# Back to Basics (Beenie Man)
Back to Basics è il sedicesimo album in studio del cantante giamaicano Beenie Man, pubblicato nel 2004.

## Tracce
1. Dude (featuring Ms. Thing)
2. King of the Dancehall
3. Love All Girls
4. Dr. Know (featuring Jimmy Cheeztrix)
5. Grindacologist (featuring Kymberli)
6. Get On Bad
7. Good Woe'
8. Doctor Mi Rate Yu (featuring Ms. Thing)
9. Set Away
10. Eloh
11. All Girls Party
12. Pussy Language
13. D-O or G-O (featuring Ghost)
14. If a Neva God (featuring Kirk Davis)
15. Back Against the Wall
16. Row Like a Boat (bonus track)
17. Pride & Joy (featuring Ebon-E) (bonus track)